# Every Move You Make: the Studio Recordings
Every Move You Make: The Studio Recordings è un cofanetto discografico del gruppo musicale The Police, pubblicato nel novembre 2018 dalle etichette Polydor e A&M Records.

## Contenuto
Prodotto in edizione limitata nei formati CD e LP, il cofanetto consisteva in tutti e cinque gli album in studio del gruppo, più un disco extra intitolato: Flexible Strategies, che a sua volta conteneva tutti i B-side pubblicati dalla band nel Regno Unito negli anni 1978-1983 e non inclusi negli album ufficiali.
Tutto il materiale venne per l'occasione rimasterizzato presso gli Abbey Road Studios di Londra e la versione in vinile fu prodotta con la tecnica dell'half-speed mastering. I CD avevano copertine in cartone che, nel caso dei cinque album ufficiali, replicavano fedelmente la confezione e la grafica degli LP originali, benché ovviamente in miniatura.
La raccolta di fatto copriva l'intera produzione edita in studio della band, fatta eccezione per i seguenti sei brani:
- Fall Out e Nothing Achieving, le due tracce del primo singolo autoprodotto che la band incise nel 1977 con il chitarrista Henry Padovani, sostituito poco dopo da Andy Summers;
- How Stupid Mr. Bates, I Burn for You e A Kind of Loving, utilizzati nel film Brimstone and Treacle (1982) di cui Sting fu attore protagonista, oltre a contribuire in larga misura alla colonna sonora anche come solista;
- Don't Stand So Close to Me '86, rifacimento dell'omonimo singolo tratto da Zenyattà Mondatta (1980), registrato come da titolo nel 1986 e pubblicato lo stesso anno nella compliation Every Breath You Take: The Singles, quando il gruppo nel frattempo si era già sciolto di fatto.

I suddetti titoli erano tutti apparsi, assieme all'intera produzione su album e ad altre rarità del trio, in un precedente cofanetto dal titolo: Message in a Box: the Complete Recordings (1993), da tempo fuori catalogo.
Per la prima volta su questo box set, il CD dell'album Synchronicity (1983) riprese la scaletta del relativo long playing, senza cioè il brano Murder by Numbers, all'epoca presente soltanto nelle edizioni in musicassetta e appunto CD, a causa dei limiti di durata del vinile. La canzone in questione fu comunque inclusa in Flexible Strategies in quanto lato B del singolo Every Breath You Take. I CD degli altri quattro album ufficiali non presentavano invece differenze nel contenuto musicale, rispetto a precedenti edizioni.

## Dischi
- Outlandos d'Amour (1978)
- Reggatta de Blanc (1979)
- Zenyattà Mondatta (1980)
- Ghost in the Machine (1981)
- Synchronicity (1983)
- Flexible Strategies (compilation, 2018)

### Flexible Strategies– tracce
Tra parentesi dopo ciascun titolo, il singolo di provenienza e l'anno di pubblicazione. 
Lato A
1. Dead End Job (Can't Stand Losing You, 1978) – 3:36 (Sting)
2. Landlord (Message in a Bottle, 1979) – 3:08 (Stewart Copeland, Sting)
3. Visions of the Night (Walking on the Moon, 1979) – 3:07 (Sting)
4. Friends (Don't Stand So Close to Me, 1980) – 3:37 (Andy Summers)
5. A Sermon (De Do Do Do, De Da Da Da, 1980) – 2:33 (Copeland)
6. Shambelle (strumentale) (Invisible Sun, 1981) – 5:11 (Summers)

Durata totale: 21:12
Lato B
1. Flexible Strategies (strumentale) (Every Little Thing She Does Is Magic, 1981) – 3:43 (Copeland, Sting, Summers)
2. Low Life (Spirits in the Material World, 1981) – 3:47 (Sting)
3. Murder by Numbers (Every Breath You Take, 1983) – 4:34 (Sting, Summers)
4. Truth Hits Everybody (new version) (Every Breath You Take 2 x 7" set, 1983) – 3:48 (Sting)
5. Someone to Talk to (Wrapped Around Your Finger, 1983) – 3:06 (Summers)
6. Once Upon a Daydream (Synchronicity II, 1983) – 3:33 (Sting, Summers)

Durata totale: 22:31